# 拉氏平鰭鮠
拉氏平鰭鮠，為輻鰭魚綱鯰形目平鰭鮠科的其中一種，為熱帶淡水魚，被IUCN列為瀕危保育類動物，分布於非洲剛果河下游流域，體長可達9.6公分，棲息在底層水域，生活習性不明。

## 擴展閱讀
維基物種上的相關：拉氏平鰭鮠